# De Rode Draad

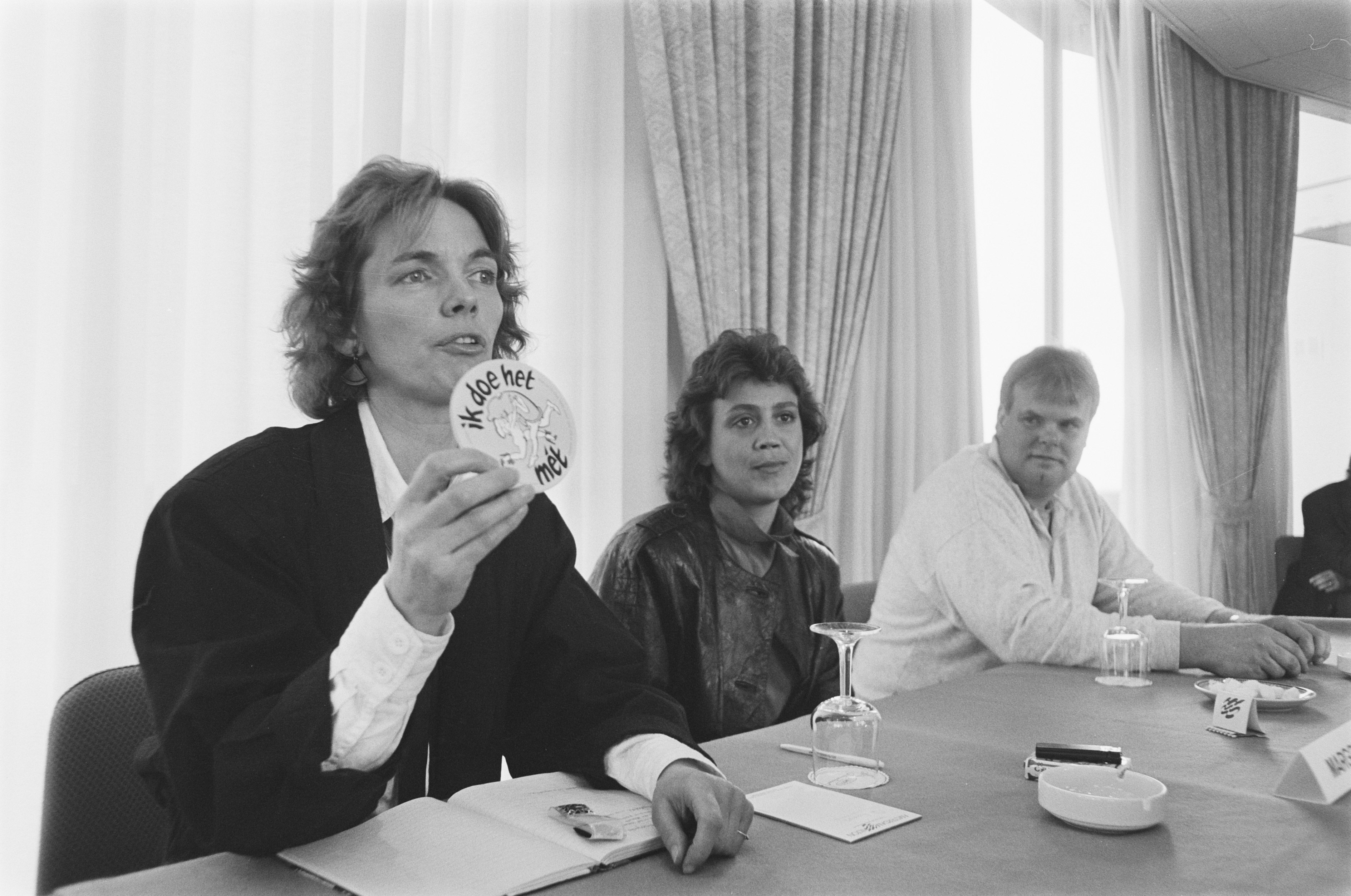
Actie van De Rode Draad voor condoomgebruik (1987)

De Rode Draad was een Nederlandse stichting, opgericht in 1985 door Metje Blaak, die zich ten doel stelde de positie van sekswerkers te verbeteren. De stichting was de enige in zijn soort in de wereld en werd in 2012 failliet verklaard. Opvolger voor de belangen van sekswerkers werd de vereniging PROUD.

## Visie op prostitutie
De organisatie beschouwde prostitutie als een te accepteren vorm van werk. De organisatie had als doel het streven naar emancipatie en positieverbetering van prostituees. De aard van de hulp aan prostituees die hieruit volgde, richtte zich hierdoor op wezenlijk andere aspecten dan die van Scharlaken Koord, die juist als doel heeft om vrouwen te helpen die uit de prostitutie willen stappen.
Belangrijke aandachtspunten voor De Rode Draad waren het aan de kaak stellen van uitbuiting, en het bestrijden van het maatschappelijke stigma dat op prostitutie rust. De vrouwen uit de praatgroep vonden dat het werk van de prostituee te weinig serieus werd genomen door de politie, gezondheidszorg en politiek. Het werk van de prostitutie werd niet als arbeid beschouwd. De stichting wilde de arbeidspositie van de vrouwen versterken en het beroep legaliseren door middel van regulatie via de wetgeving.

## Doelen
De Rode Draad opereerde daarnaast als officiële gesprekspartner van de overheid, politie en gezondheidszorg over veilige seks, het bordeelverbod, en vrouwenhandel. Verder was De Rode Draad een erkende overlegpartner van de seksclubeigenaren en raamexploitanten.
Naast haar legale doelen had de stichting ook andere doelstellingen: de positie van de prostituee versterken en inlichten over mensenhandel, hygiëne, veilig seks en andere gezondheidszaken. Voor de overheid was De Rode Draad een kanaal om kennis over hiv/aids te vergroten. De subsidie die werd verstrekt moest onder andere worden gebruikt ter preventie van hiv/aids.
In Nederland werken naar schatting circa 20.000 mensen in deze branche (hier: raamprostitutie, clubs en escortbureaus). Sinds de jaren 90 is slechts 10 procent van prostituees in Nederland nog Nederlands. De overige prostituees komen uit Oost-Europa, Latijns-Amerika, Afrika en Azië. Om ook deze nieuwkomers te bedienen gaf De Rode Draad inlichting in diverse talen. Daarnaast bezochten medewerkers van De Rode Draad bordelen, seksclubs, raamprostituees en tippelzones, om contact te houden met hun doelgroep.

## Activiteiten

### Jaren 1980
De wortels van de Rode Draad lagen in een artikel in het tijdschrift Viva van 13 januari 1984 over de positie van vrouwen in de prostitutie. Naar aanleiding hiervan ontstond een praatgroep van ex-prostituees. Eind 1984 kwam het tot een oprichtingsvergadering, en op 17 januari 1985 was de oprichting, na een bezoek aan de notaris, een feit.
Na twee jaar inspanning kreeg De Rode Draad in 1987 voor het eerst subsidie. Voor de stichting was dat de eerste erkenning van de politiek. In de beginjaren liepen belangenbehartiging en dienstverlening door elkaar heen. Pas in latere jaren, ook door de opheffing van het bordeelverbod, was De Rode Draad met name actief bezig om misstanden aan de kaak te stellen en de arbeidsomstandigheden van prostituees te verbeteren.  Ook wierp De Rode Draad zich op als spreekbuis van prostituees tegenover politiek en media.

### Jaren 1990
In de jaren 90 verzorgde De Rode Draad cursussen voor leden, zoals cursussen zelfverdediging, speciaal toegesneden op conflicten in een kleine ruimte, en voorlichting over de belastingen en pensioenvoorzieningen.
In 1993 was er onenigheid in de organisatie toen een deel van de achterban het vertrouwen opzegde in het bestuur, dat "niet capabel, ongekwalificeerd en ondemocratisch" zou zijn. Ook eisten de critici het opheffen van de stichting om plaats te maken voor een vereniging, wat tot meer inspraak van de leden zou leiden.
Om de visie van de stichting op prostitutie kracht bij te zetten, lanceerde de Rode Draad in 1995 de campagne 'Prostituée. Gewoon een beroep'.
In 1999 startte De Rode Draad een stickeractie om ervoor te zogen dat raamprostituees beter betaald werden. De prijzen in de prostitutie waren volgens de stichting de laatste decennia eerder gedaald dan gestegen.

### Jaren 2000
In 2001 zette de stichting, samen met FNV Bondgenoten de stap tot het opzetten van een eigen beroepsvereniging, Vakwerk, voor prostituees. Nadat in 2000 het bordeelverbod was opgeheven, bleek dat prostituees nog vaak dubieuze werkcontracten dienden te ondertekenen, en in de praktijk zelden dezelfde rechten en plichten hadden als andere werknemers. Prostituees zouden anoniem lid van de beroepsvereniging mogen worden. De vereniging zou drie jaar onafhankelijk bestaan, en daarna zou er besloten worden of de vereniging zich bij het FNV zou aansluiten. Door middel van een klacht bij de Commissie Gelijke Behandeling kreeg de stichting het dat jaar tevens voor elkaar dat prostituees een zakelijke rekening konden openen bij de ING-bank.
Organiseerde de Rode Draad in 2004 nog haar jaarlijkse congres, vanaf 2005 ging het bergafwaarts met de activiteiten van de stichting. Per 1 januari 2005 werd de subsidie aan de Rode Draad, jaarlijks 200.000 euro, stopgezet wegens bezuinigingen bij de overheid. De stichting kon nog wel in aanmerking komen voor een projectsubsidie van 100.000 euro.
Vlak voor het 20-jarig jubileum in januari 2005 bleek dat de stichting moest bezuinigen. Het kabinet-Balkenende III had besloten te bezuinigen op de subsidie aan De Rode Draad. Hierdoor raakte de stichting een subsidie van € 200.000 per jaar kwijt. Naast die 200.000 euro deed de stichting ook beroep op een projectsubsidie van ministerie VWS en Justitie. Deze subsidie bedroeg € 100.000. Zonder de structurele inkomsten konden de vijf betaalde werkkrachten van de stichting niet betaald worden. Ook in 2001 was de voortzetting van de subsidie al onzeker. Toen drong een meerderheid in de Tweede Kamer erop aan van de bezuiniging af te zien.
Circa 100 prostituees verloren ook hun lidmaatschap van Vakwerk, omdat de FNV er geen heil zag de belangenbehartiging zelf voort te zetten. De FNV vond de sector te klein om zelf een afdeling te beginnen. In 2009 werd het kantoor gesloten. De website van de organisatie bleef nog wel actief.
In 2007 organiseerde de stichting tevens een publiciteitsactie op de Amsterdamse Wallen waarbij men zich keerde tegen de aanwezigheid van pooiers, en in 2008 voerde zij onderzoek uit naar illegale prostitutie in massagesalons.
De laatste jaren hield De Rode Draad zich met name bezig met het bezoeken van sekswerkers in het land om hen op hun rechten te wijzen en te stimuleren misstanden aan te kaarten. Ook runde de stichting een helpdesk voor prostituees.
In de eerste helft van 2009 moest De Rode Draad zijn kantoor sluiten door een gebrek aan subsidie- en sponsorgelden. Wat overbleef was een website, gerund door drie vrijwilligers.

## Faillissement
Op dinsdag 28 augustus 2012 werd het faillissement uitgesproken van de stichting De Rode Draad. mr M.J. Tops van Fort advocaten N.V. werd aangesteld als curator. Het kantoor van de stichting is sinds 29 augustus 2012 gesloten.